# Pave Clemens 4.
Pave Clemens 4. (latin den milde) (født Gui Faucoi 23. november 1195 i Saint-Gilles-du-Gard ved Rhône, Frankrig, død 29. november 1268 i Viterbo, Italien) var pave fra 5. februar 1265 til sin død den 29. november 1268. 